# 本名孝至
本名 孝至（ほんみょう たかし、1944年〈昭和19年〉12月12日 - ）は、日本の神職。淡路国一之宮、伊弉諾神宮宮司。

## 略歴・人物
1944年（昭和19年）、満洲国新京市生まれ。本籍は静岡市。生後間もなく母方の祖母が住んでいた静岡市に移り、終戦。静岡県立静岡高等学校卒業。皇學館大学文学部国文学科卒業。専攻は上代文学。高校は1年留年、大学は7年かけて卒業した。
大学卒業後の1971年（昭和46年）、静岡の神部神社、浅間神社、大歳御祖神社（通称静岡浅間神社）に奉職。同神社で権禰宜、禰宜。神職になって3年後の1974年（昭和49年）、七夕豪雨で社殿など多くの文化財指定の建造物が倒壊。それから15年間、保存修理の担当職員を兼務し、文化庁担当技官との人脈を構築。静岡浅間神社は徳川家が造営し「東海の日光」とも呼ばれ、仕様書など建築当時のものが残っており、担当するうちに古文書が読めるようになったため、文献通りの仕様を修理に反映させることができた。
1989年（平成元年）、熱田神宮権禰宜、1990年（平成2年）、伊弉諾神宮禰宜、2002年（平成14年）、同権宮司、2006年2月、伊弉諾神宮宮司。兵庫県神社庁理事、神道政治連盟兵庫県本部長、伊勢神宮評議員、日本会議兵庫運営委員長、兵庫県教育再生機構理事、神道政治連盟中央本部副幹事長などを歴任。2022年2月、神社本庁から特級授与。2009年（平成21年）10月から8年半の間、産経新聞淡路版に「神々からの伝承」と題して毎週寄稿を続け、2018年（平成30年）3月、406回の連載を完結した。